# Eduard Gustav von Toll
Eduard Gustav von Toll, in russo Эдуард Васильевич Толль? (Reval, 1 o 14 marzo 1858 – 1902), è stato un geologo ed esploratore russo, noto per le sue esplorazioni nell'oceano Artico.

## Biografia
Il barone von Toll, in russo Ėduard Vasil'evič Toll', noto anche come Eduard Toll, nato in Estonia, discendeva da una nobile famiglia di tedeschi del Baltico. Nacque a Reval (oggi si chiama Tallinn) e dopo la morte del padre, nel 1872, si trasferì a Derpt (oggi Tartu) dove frequentò la facoltà di storia naturale dell'università di Tartu e si specializzò in zoologia. Ancora studente aveva viaggiato nel Mediterraneo e fatto ricerche sulla fauna, la flora e la geologia dell'Algeria e delle isole Baleari.
Nel 1885-1886, Toll partecipò alla spedizione di Aleksandr Aleksandrovič Bunge (figlio del botanico Aleksandr Andreevič Bunge) alle isole della Nuova Siberia, organizzata dall'Accademia russa delle scienze di San Pietroburgo. Toll esplorò le isole di Bol'šoj Ljachovskij, Kotel'nyj, Faddeevskij e la Terra di Bunge, nonché le coste occidentali delle isole della Nuova Siberia. Nel 1886 Toll pensò di aver avvistato una terra sconosciuta a nord di Kotel'nyj, e che questa fosse la cosiddetta Terra di Sannikov, un'isola che Jakov Sannikov e Matvej Gedenštrom avevano affermato di aver visto durante la loro spedizione del 1808-1810, ma la cui esistenza non era mai stata dimostrata.
Nel 1893, sempre per l'Accademia delle scienze, guidò una spedizione nel nord della Jakuzia ed esplorò la regione tra il corso inferiore dei fiumi Lena e Chatanga. Eduard Toll fu il primo a mappare l'altopiano tra i fiumi Anabar e Popigaj e una dorsale montuosa, tra i fiumi Olenëk e Anabar, (cui diede il nome in onore di Vasilij Prončiščev). Effettuò inoltre indagini geologiche dei bacini dei seguenti fiumi: Jana, Indigirka e Kolyma. In un anno coprì 25.000 km, di cui 4200 km sui fiumi.
Nel 1899, Toll partecipò a un viaggio lungo le coste dell'isola Spitsbergen sul rompighiaccio Ermak, sotto il comando di Stepan Makarov.

### La spedizione polare russa del 1900-1902

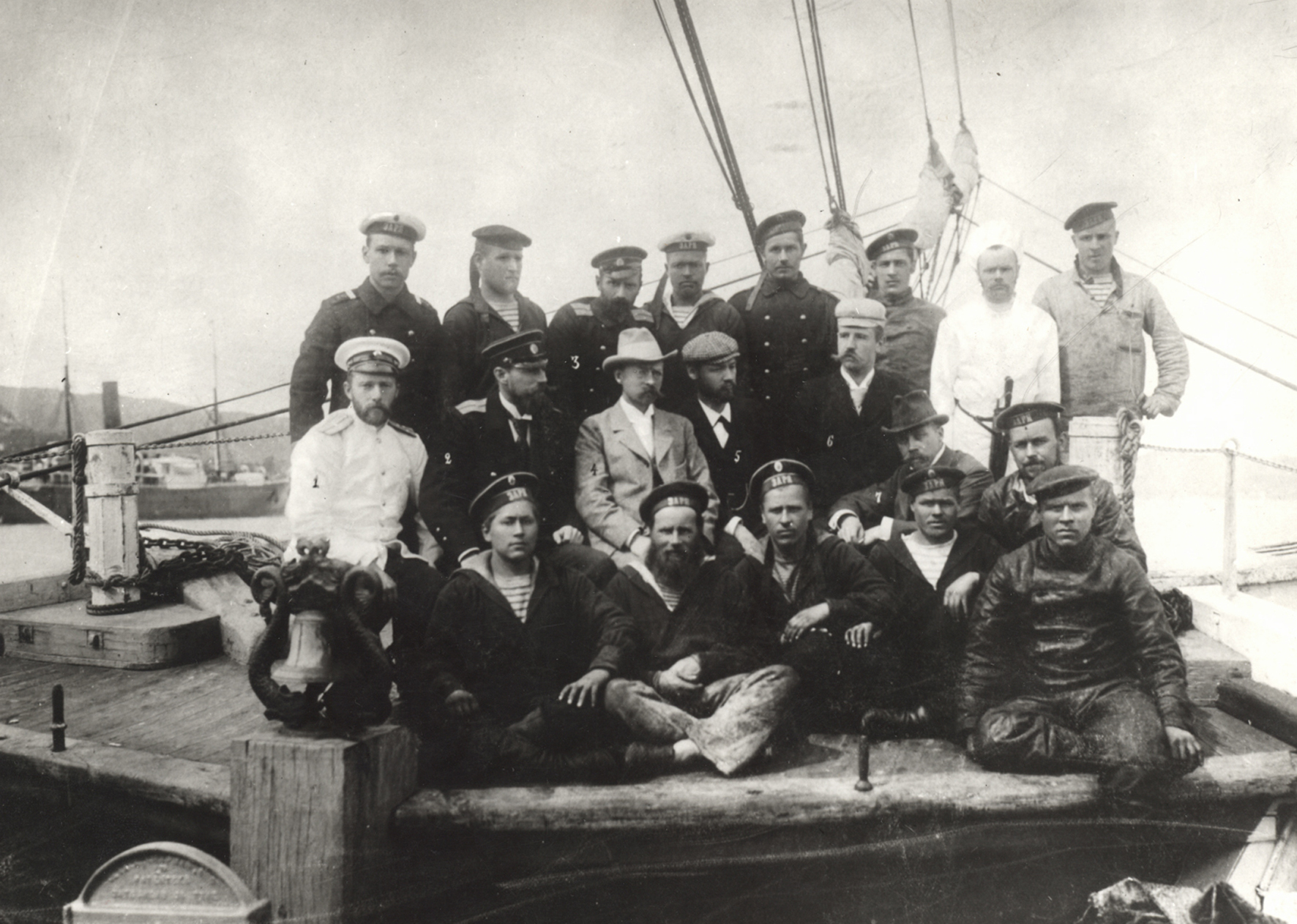
I membri della spedizione sulla Zarja. Nella fila centrale da sinistra: Kolomejcev, Matisen e il barone von Toll.

Nel 1900-1901 Toll diresse la spedizione polare organizzata per conto dell'Accademia delle scienze sulla scuna Zarja capitanata da Nikolaj Nikolaevič Kolomejcev. La nave salpò da San Pietroburgo il 7 luglio del 1900. Secondo in comando era Fëdor Andreevič Matisen, terzo ufficiale era l'idrografo Aleksandr Vasil'evič Kolčak. Lo scopo, di quella che è conosciuta come la spedizione polare russa del 1900-1902, era di esplorare la zona a nord delle isole della Nuova Siberia e di dirigersi verso il Polo Nord, al fine di localizzare la mitica Terra di Sannikov.
Ci furono forti disaccordi tra Toll e Kolomejcev, per quanto riguardava il trattamento dei membri dell'equipaggio (Toll contestava le dure punizioni inflitte dal capitano). Kolomejcev lasciò la nave nel mese di aprile del 1901, insieme a Stepan Rastorguev per una missione sulle slitte: dovevano organizzare delle riserve di carbone per la Zarja sull'isola Kotel'nyj e l'isola di Dikson. Nel frattempo Toll sollevò Kolomejcev dall'incarico e lo sostituì con Matisen.

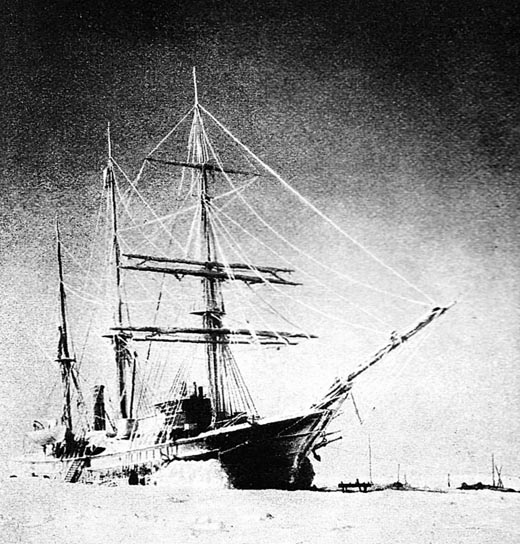
La scuna russa Zarja

Dopo il disgelo, Matisen portò la Zarja attraverso il mare di Laptev alle isole della Nuova Siberia. La nave rimase nuovamente intrappolata dal ghiaccio e così la spedizione fu costretta a svernare per due volte nella regione. Con tre membri dell'equipaggio Toll andò in cerca della Terra di Sannikov a piedi e con i kayak. Essi scomparvero nel novembre del 1902 durante un viaggio al largo dell'isola di Bennett. Il Zarja fu in grado di salpare e di dirigersi verso l'isola di Bennett ma non riuscì ad avvicinarla. Il capitano Matisen dovette abbandonare il tentativo di ritrovare i dispersi e si diresse verso il delta del fiume Lena. Il barone Eduard von Toll e gli altri non furono mai ritrovati.
Molte importanti indagini oceanografiche furono comunque effettuate, Toll aveva condotto vaste ricerche idrografiche, geografiche e geologiche e lo studio dei dati proseguì fino 1917. Inoltre, la spedizione tracciò circa 200 nuovi nomi geografici sulla mappa della regione artica.
Due diverse ricerche furono organizzate nella primavera del 1903. Una guidata dall'ingegnere Michail Brusnev, che percorse le coste delle isole della Nuova Siberia, e l'altra, guidata da Aleksandr Kolčak, diretta all'isola di Bennet. Non trovarono gli esploratori dispersi, ma ritrovarono i diari e i resti della spedizione, segni del tragico destino del barone Eduard von Toll e dei compagni.

## Luoghi dedicati
- Monte Toll nella parte orientale dell'isola di Bennett, 76°41′N 148°45′E.
- Un altopiano sull'isola Kotel'nyj (Isole della Nuova Siberia), 75°53′N 138°05′E.
- La baia Toll (73°58′N 140°52′E) sulla costa sud-est dell'isola Malyj Ljachovskij (Isole della Nuova Siberia).
- La baia Toll sulla costa nord-occidentale della penisola del Tajmyr (mare di Kara), 76°37′N 100°30′E.
- Il ghiacciaio Toll, sulle montagne Biranga, (penisola del Tajmyr).
- Un promontorio sull'isola Cirkul', una delle isole di Kjellman (Isolotti di Minin) 74°50′05″N 85°50′20″E.
- Il monte Edward Toll sulla costa occidentale dell'isola Južnyj ( Novaja Zemlja), 76°06′N 63°03′E.
- Il fiume Tolevaja, nel nord-ovest della penisola del Tajmyr (sfocia nel mare di Kara) e il fiume Toll nel nord-est della stessa penisola, affluente di sinistra del Kljuevka.